# Botanischer Garten München-Nymphenburg

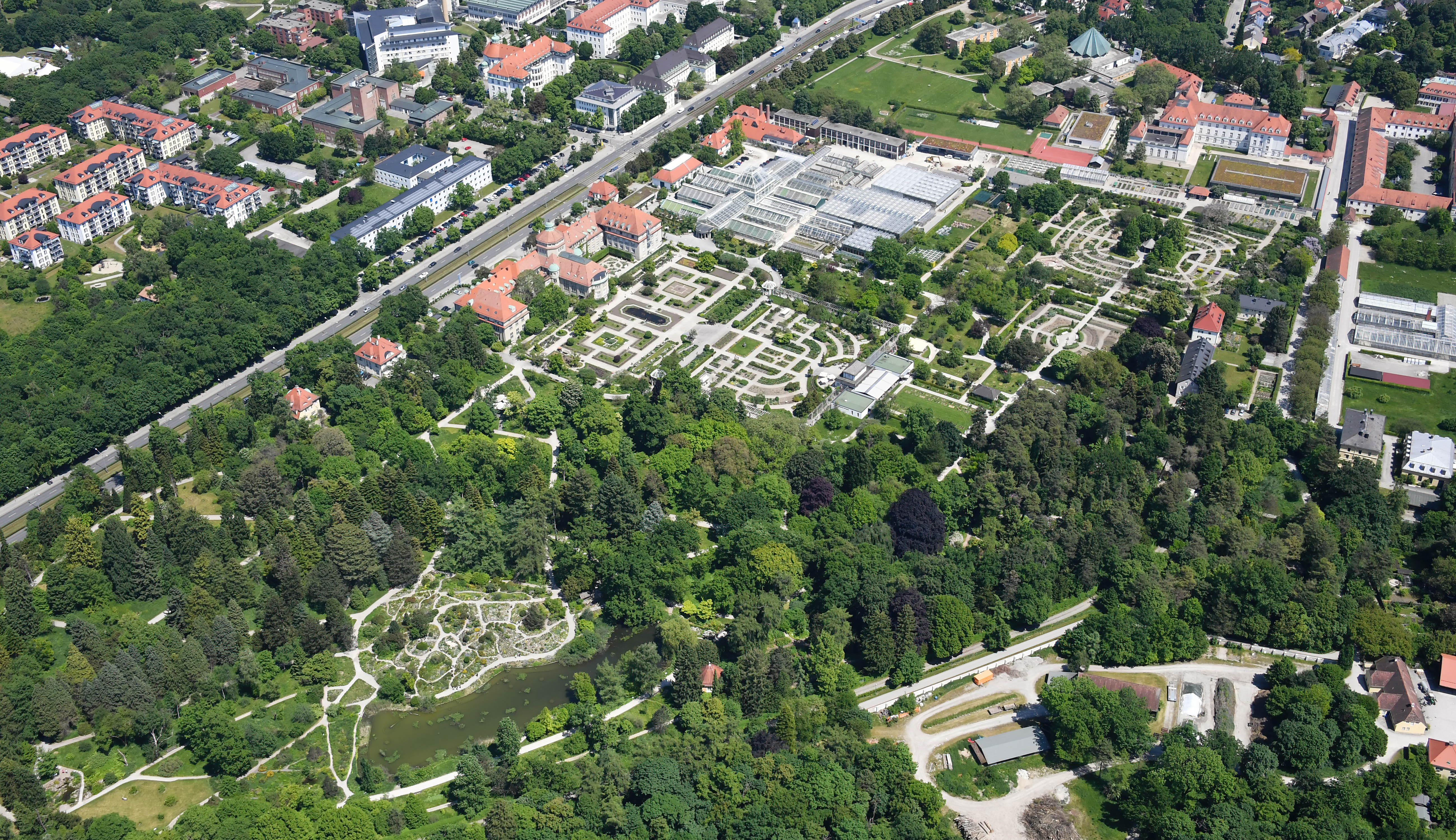
Botanischer Garten aus der Vogelperspektive

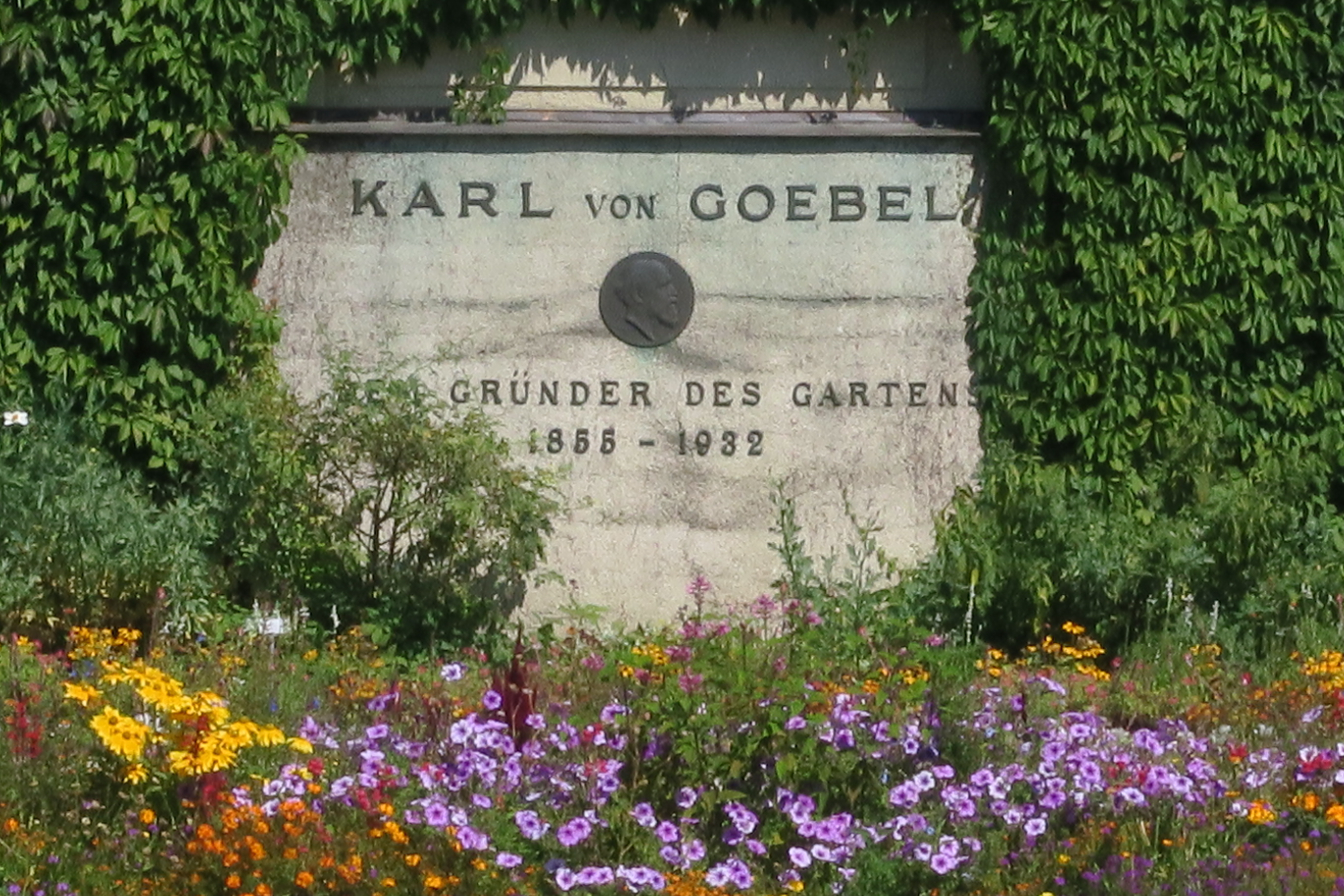
Karl Goebel, Gründer und erster Direktor des Botanischen Gartens in München-Nymphenburg

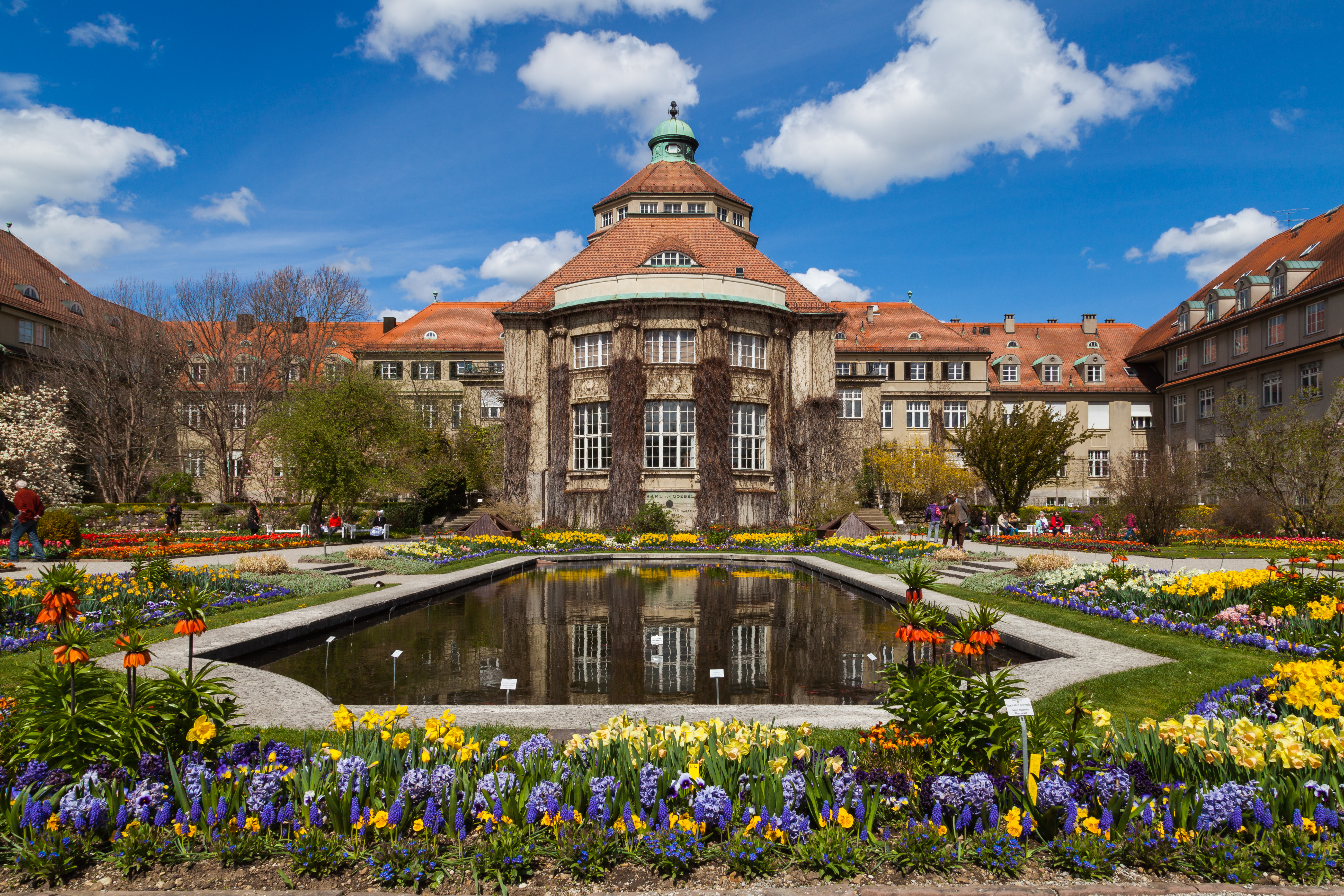
Historisches Botanisches Institut

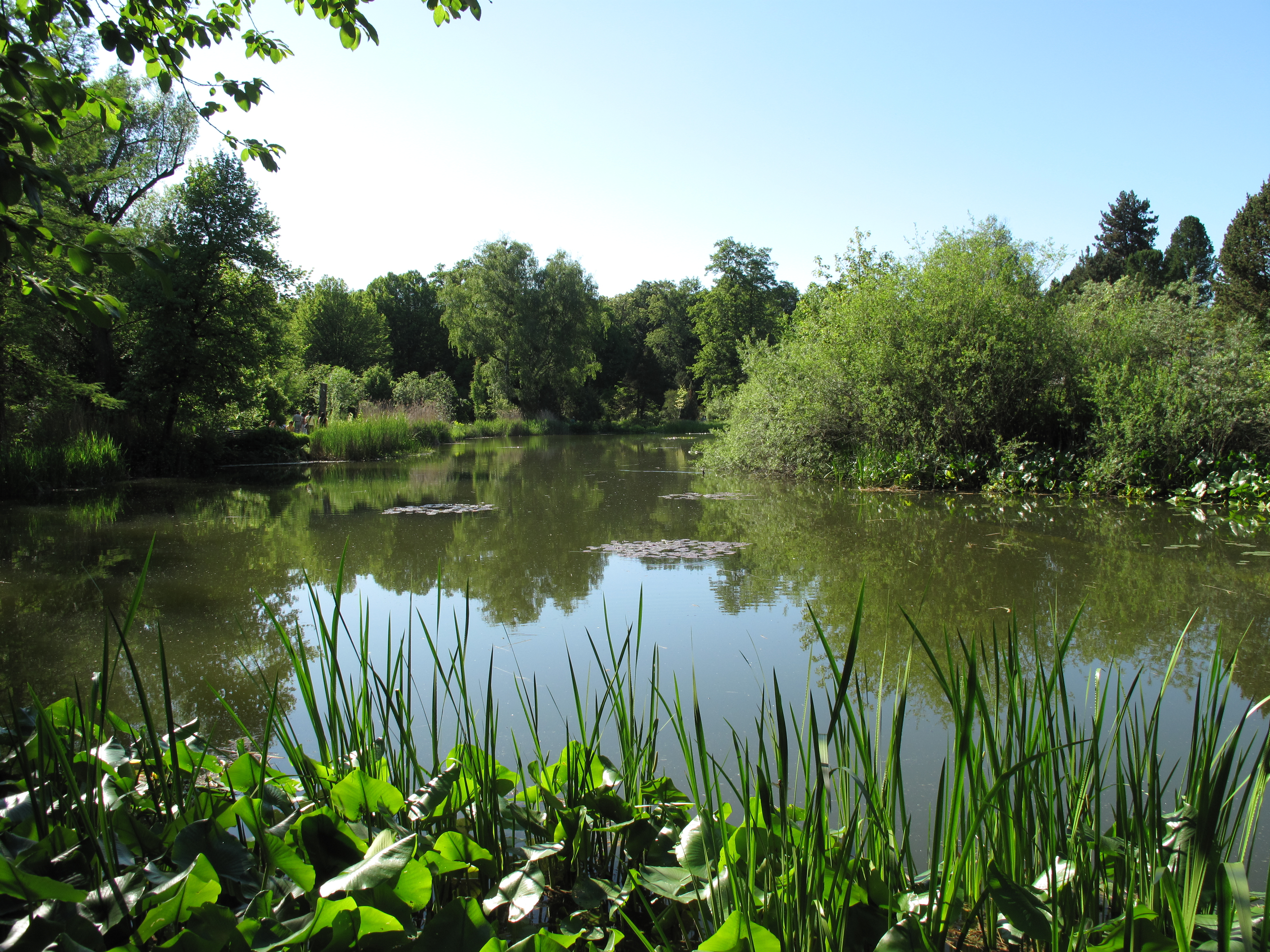
Großer Teich

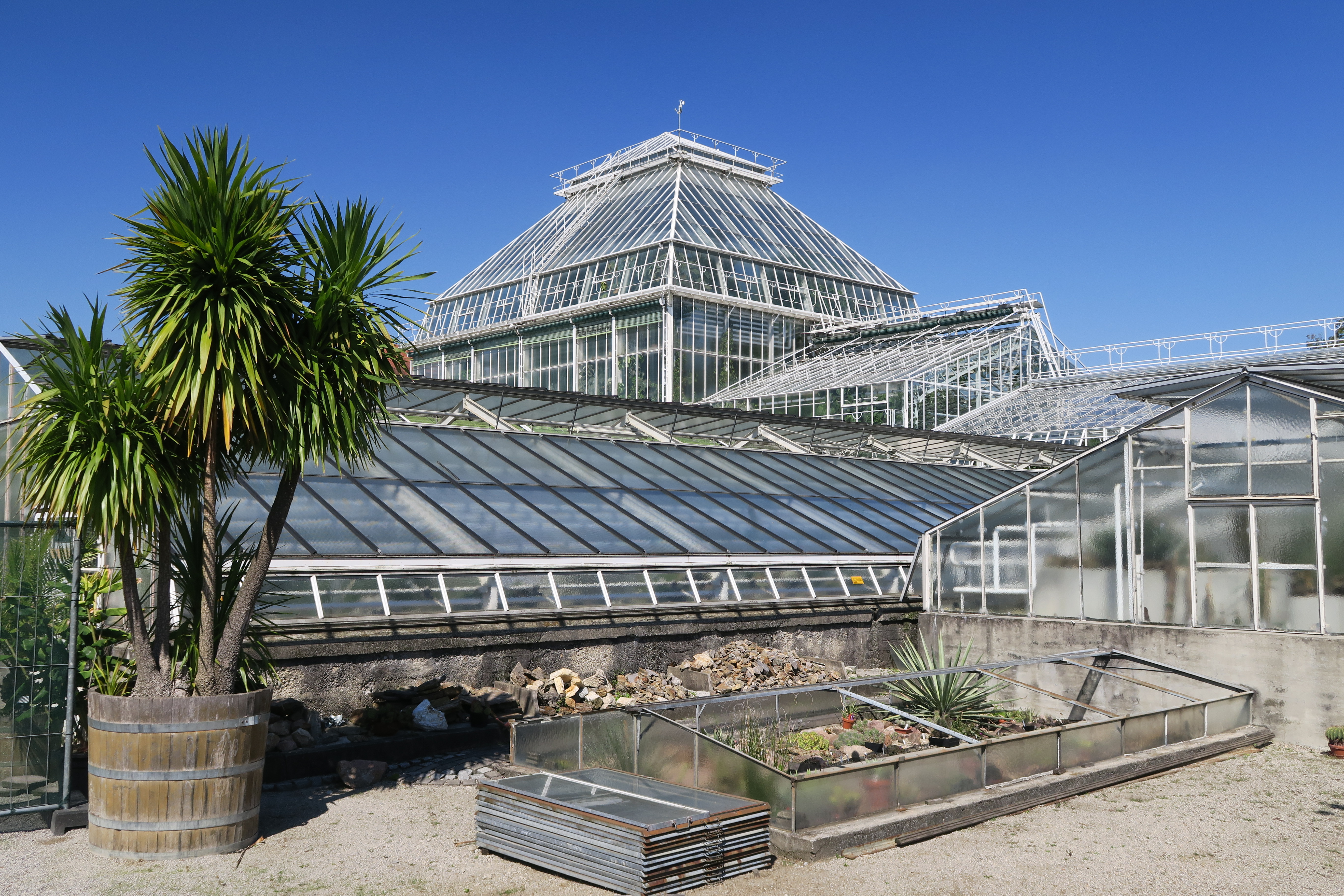
Gewächshäuser

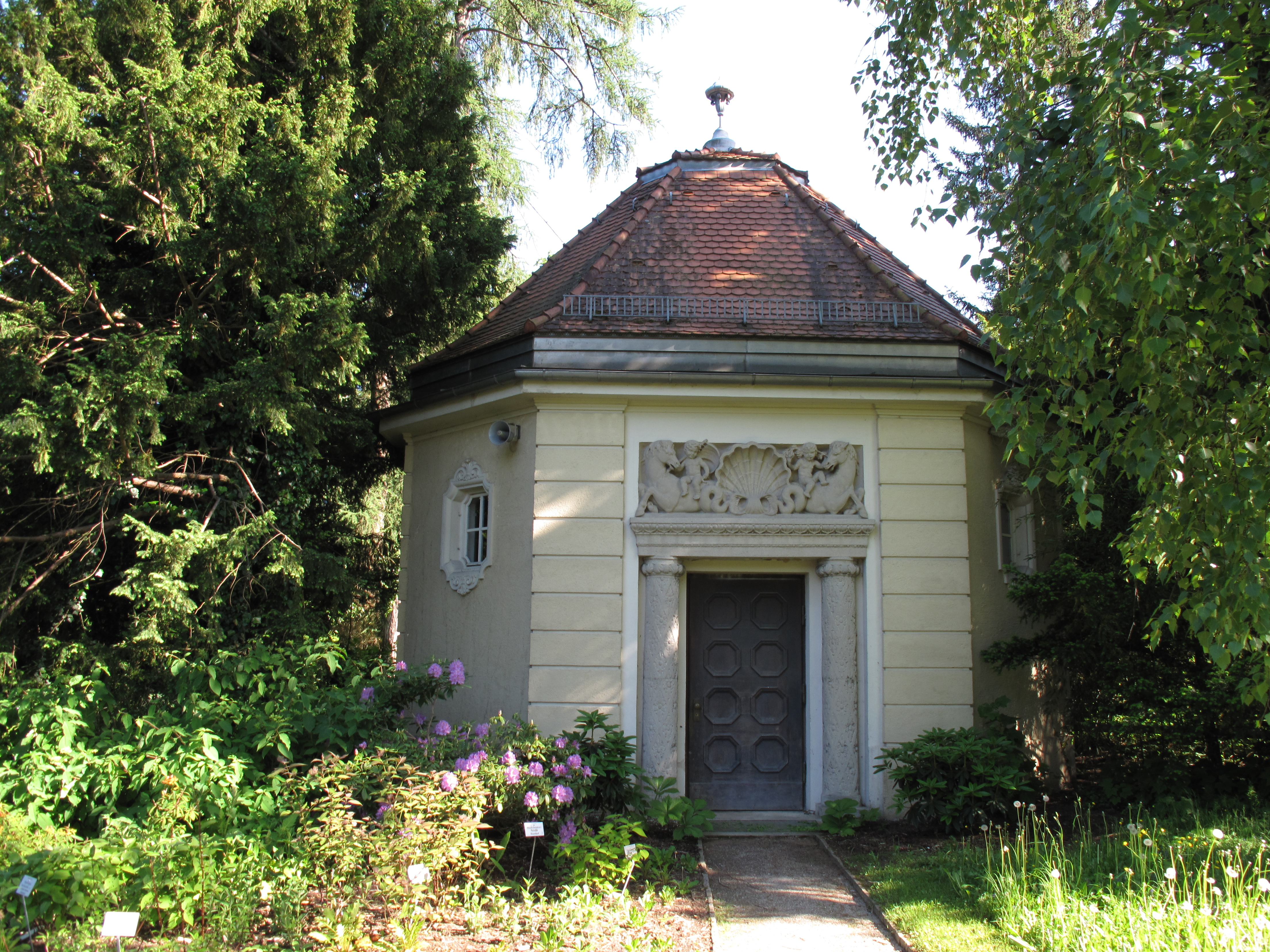
Pumpenhaus

Der Botanische Garten München-Nymphenburg, auch Neuer Botanischer Garten, schließt an den Schlosspark Nymphenburg nach Norden an und ist mit einer Fläche von 21,20 Hektar und über 350.000 Besuchern im Jahr einer der größeren Botanischen Gärten Deutschlands. Er gehört heute zu den Staatlichen Naturwissenschaftlichen Sammlungen Bayerns. Im Mai 2014 feierte der Botanische Garten München sein 100-jähriges Jubiläum.

## Geschichte
1812 kam es zur Gründung des ersten Botanischen Gartens in München nach einem Entwurf von Friedrich Ludwig von Sckell und unter Leitung von Franz von Paula von Schrank. Die Reste dieser Anlage, heute als Alter Botanischer Garten bezeichnet, befinden sich in der Nähe des verkehrsreichen Karlsplatzes im Stadtzentrum.
Bereits im Jahr 1909 wurde unter anderem aufgrund des Stadtwachstums und der damit einhergehenden Luftverschmutzung der Neue Botanische Garten vor den damaligen Toren Münchens in Nymphenburg geplant und nach einer Bauzeit von nur drei Jahren, beginnend 1910, im Mai 1914 eröffnet. Verantwortlich für die Errichtung der Gewächshäuser des neuen Botanischen Gartens, die 1910–1912 erbaut wurden, war Ludwig Ullmann. Mit einer Gesamtfläche von rund 4.500 m², für die Ullmann eine transparente und filigrane Eisen-Holz-Glas-Architektur verwirklichte, zählen diese Gewächshäuser zu den letzten großen Pflanzen-Schauhäusern, wie sie seit Beginn des 19. Jahrhunderts in ganz Europa entstanden. Zusammen mit Ludwig von Stempel errichtete Ullmann auch das Hauptgebäude des Botanischen Gartens, damals Sitz des Botanischen Instituts der Universität. Karl von Goebel wurde der erste Direktor des Botanischen Gartens Nymphenburg. Spätere Direktoren waren u. a. Friedrich Markgraf (1956 bis 1958), Otto Renner, Leo Brauner, von 1966 bis 1985 Hermann Merxmüller, von 1985 bis 1988 Franz Schötz und von 1991 bis 2003 Jürke Grau.
Seit 1966 werden der Neue Botanische Garten, die sich auf dem gleichen Gelände befindende Botanische Staatssammlung sowie das Institut für Systematische Botanik der Ludwig-Maximilians-Universität in Personalunion geleitet. Seit 2021 ist Gudrun Kadereit Direktorin.

## Gestaltung
Zeitgenössischen Aussagen zufolge war der neue, bis heute kaum veränderte Botanische Garten München-Nymphenburg der erste, der im Sinne der Gartenreform gestaltet wurde. Eine entsprechende reformtypische Einfachheit und Regelmäßigkeit wiesen vor allem die Gartenquartiere im Umfeld der Neubauten sowie die landschaftlich gestalteten westlichen Bereiche auf. Diese wurden zur Inszenierung besonderer Landschaftsbilder wie Heide oder Wasser- und Sumpflandschaft sowie einer künstlichen Felsenlandschaft aus Pollinger Kalktuff genutzt, wobei letztere allerdings wegen ihrer Ausformung auf Kritik stieß. Eingegliedert wurden zudem ein Rosengarten, Nutz- und Heilpflanzenabteilungen sowie das „System zur Präsentation der wichtigsten heimischen Pflanzen“. Im September 2020 wurden die 1956 wegen Baufälligkeit entfernten Dachziervasen am Hauptgebäude des Botanischen Instituts unter Beratung des bayerischen Landesamtes für Denkmalpflege rekonstruiert und ihre Nachbildung durch eine Spendenaktion ermöglicht.

## Einrichtungen
Im Botanischen Garten werden etwa 16.000 Pflanzenarten auf rund 21 Hektar Fläche kultiviert. In der Schausammlung der über 4.500 Quadratmeter großen Gewächshäuser haben Pflanzen feuchttropischer Gebiete, kühltropischer Bergwälder und Wüsten ihren Platz.
Weitere Einrichtungen sind der Schmuckhof, der Rhododendronhain, das Arboretum und das Alpinum an einem kleinen See, der unter dem Namen Großer Teich bekannt ist. Zusammen mit seiner Außenstation, dem bereits 1901 gegründeten Alpengarten am Schachen (1.860 Meter) im Wettersteingebirge, dient die Einrichtung auch Forschung und Lehre.
Während der Wintermonate von Dezember bis März werden seit einigen Jahren als Sonderausstellung in einem tropischen Gewächshaus exotische Schmetterlinge gehalten. Über 400 verschiedene Arten von Schmetterlingen fliegen dabei frei in dem warmen Gewächshaus Nummer 4, das einen tropischen Regenwald simuliert.
Im Zentrum des Parks beim Rosengarten gibt es ein Café.

## Zugang
Besucher können den Botanischen Garten München von Norden (Trambahn) oder von Süden über einen direkten Weg aus dem Nymphenburger Park erreichen. Es wird Eintritt erhoben, im Winter nur beim Betreten der Gewächshäuser.

## Bildimpressionen

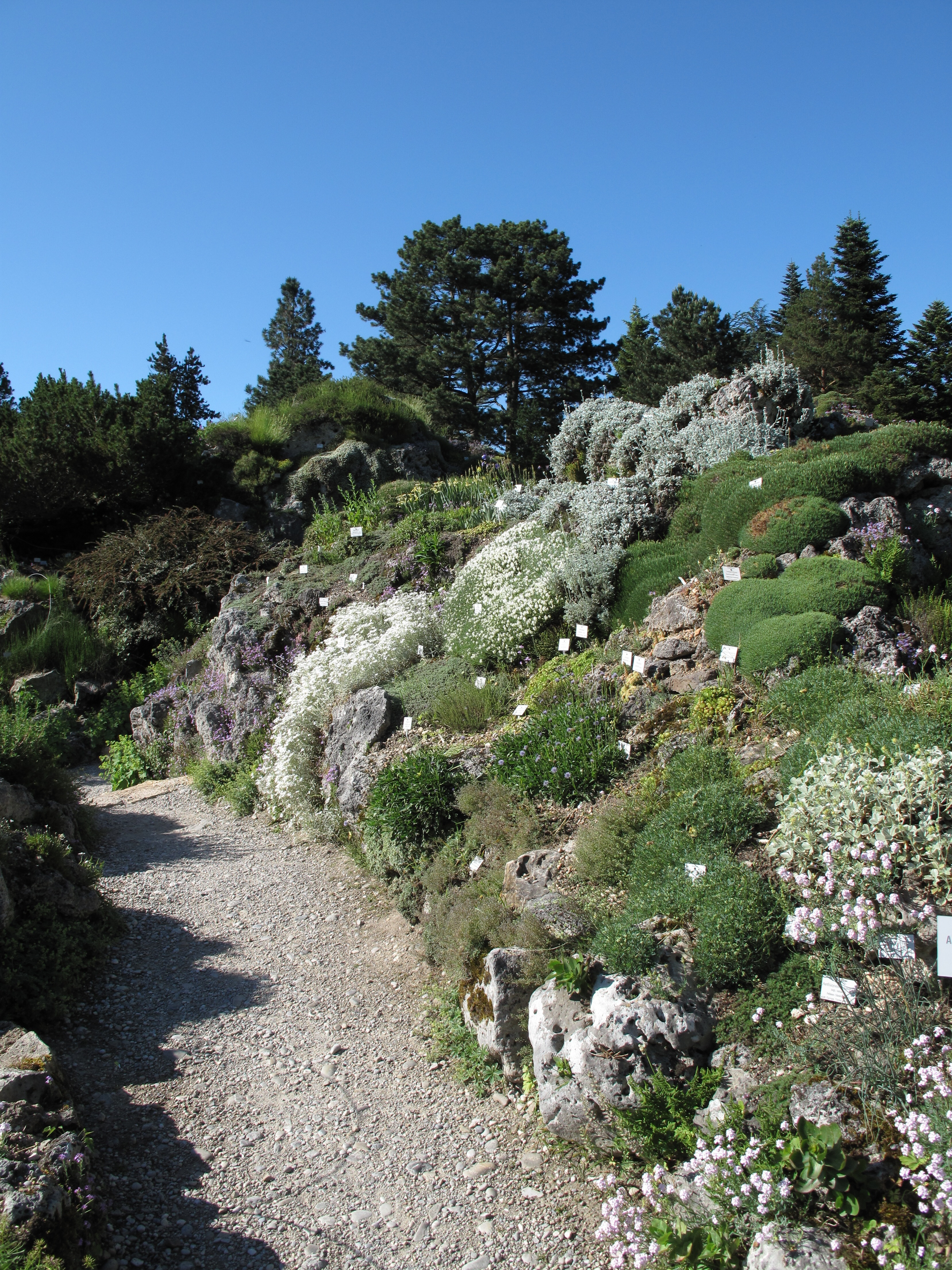
Alpinum mit Gebirgspflanzen
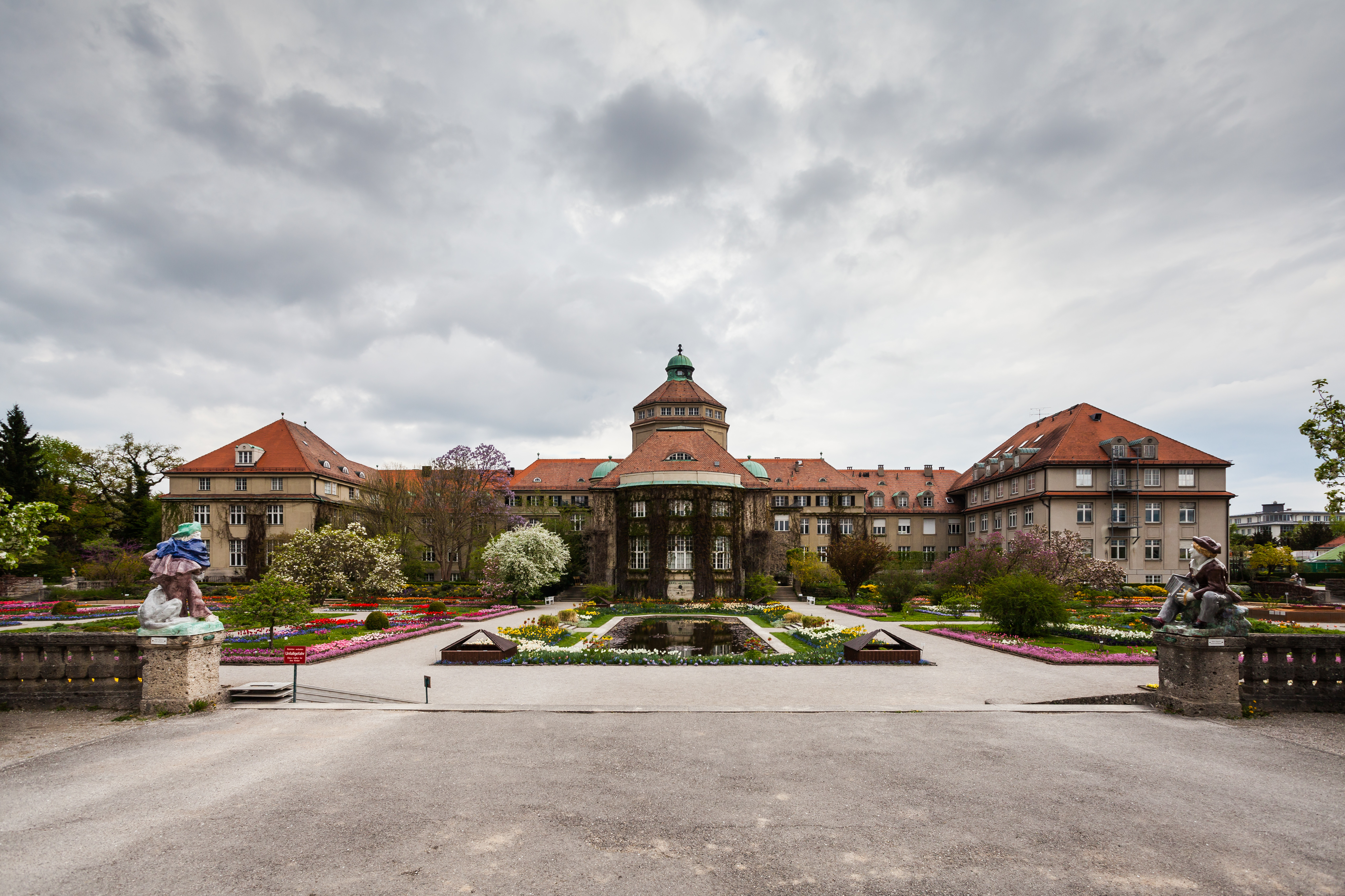
Hauptgebäude
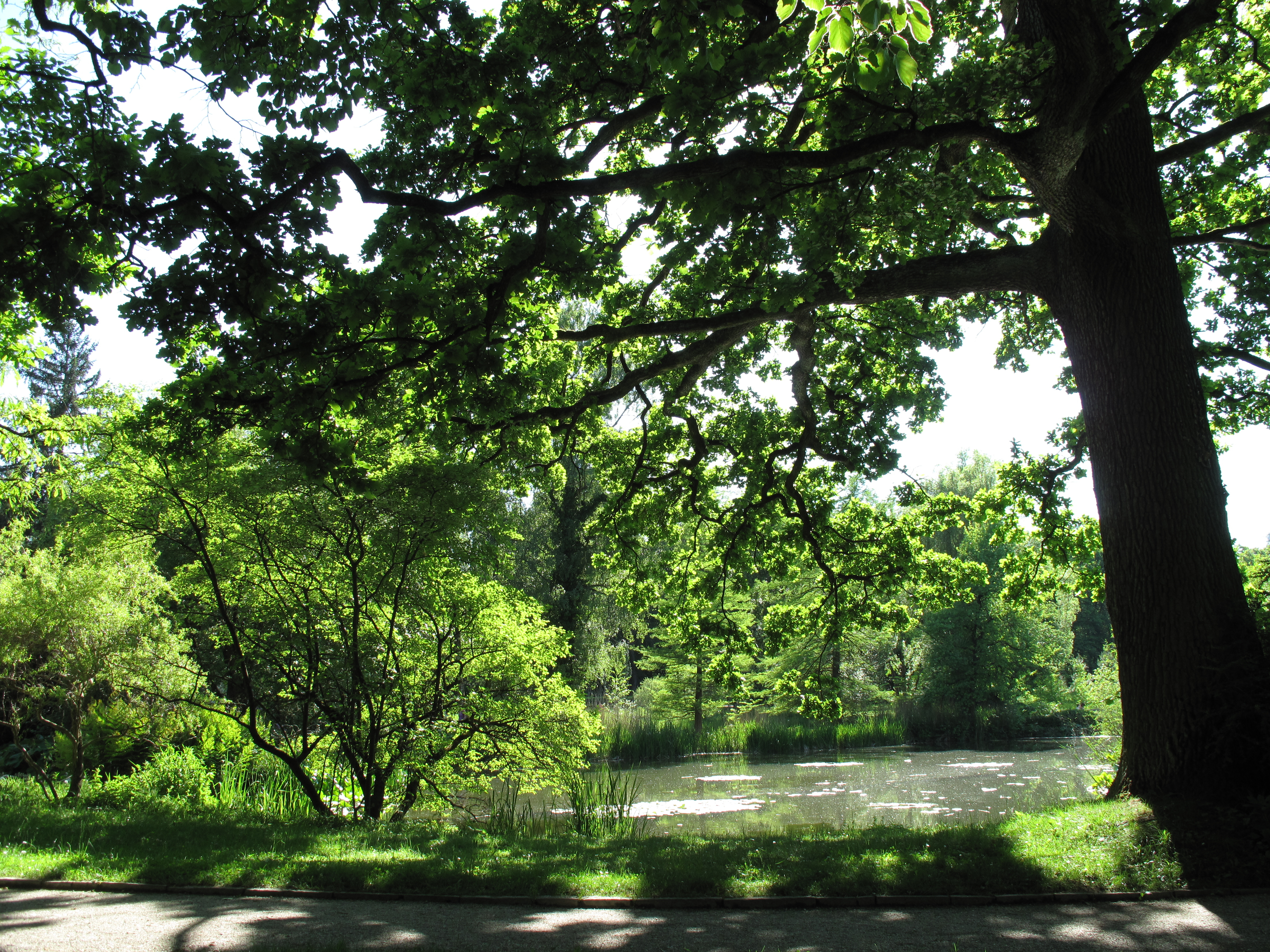
Großer Teich
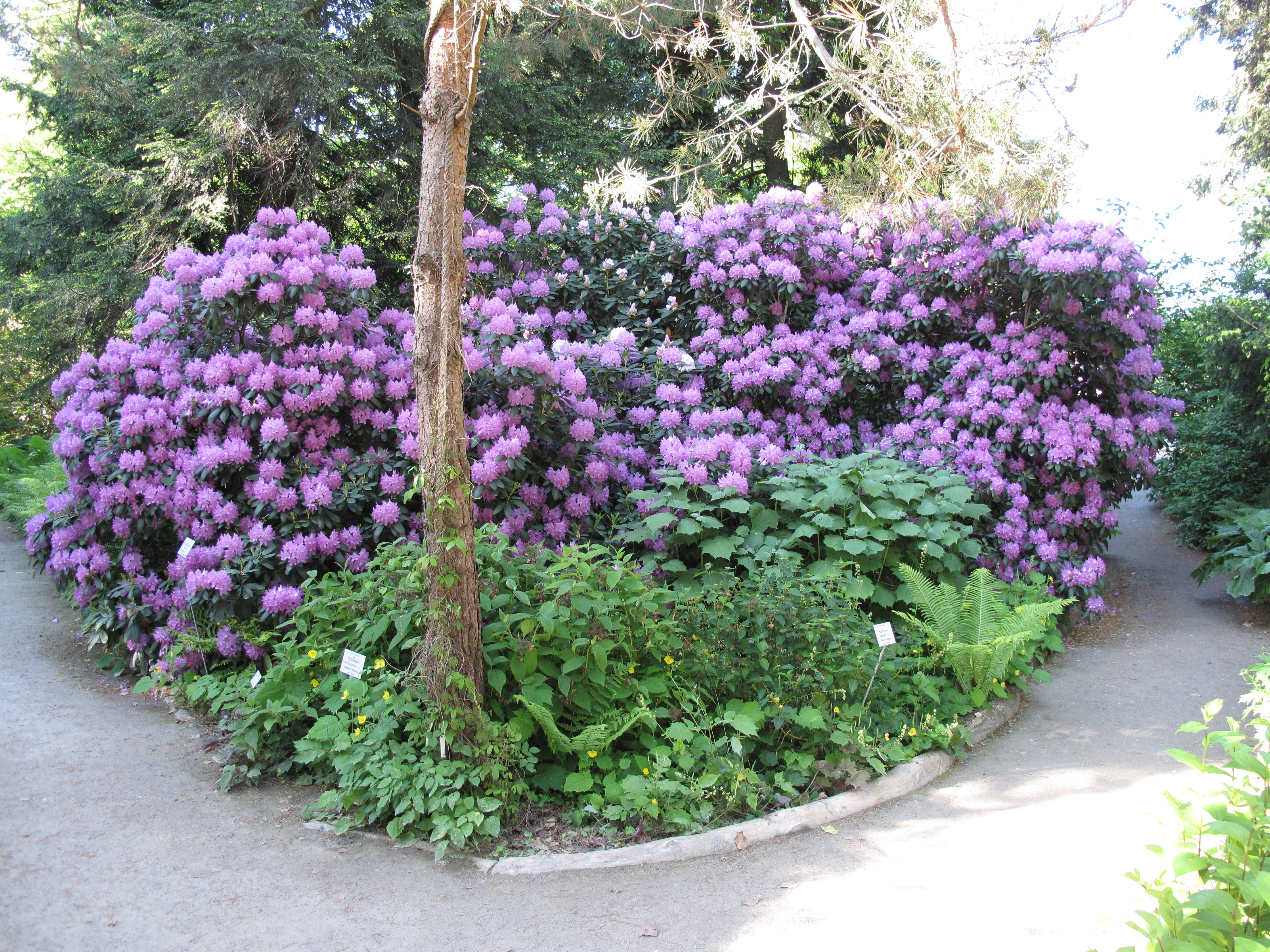
Rhododendronhain
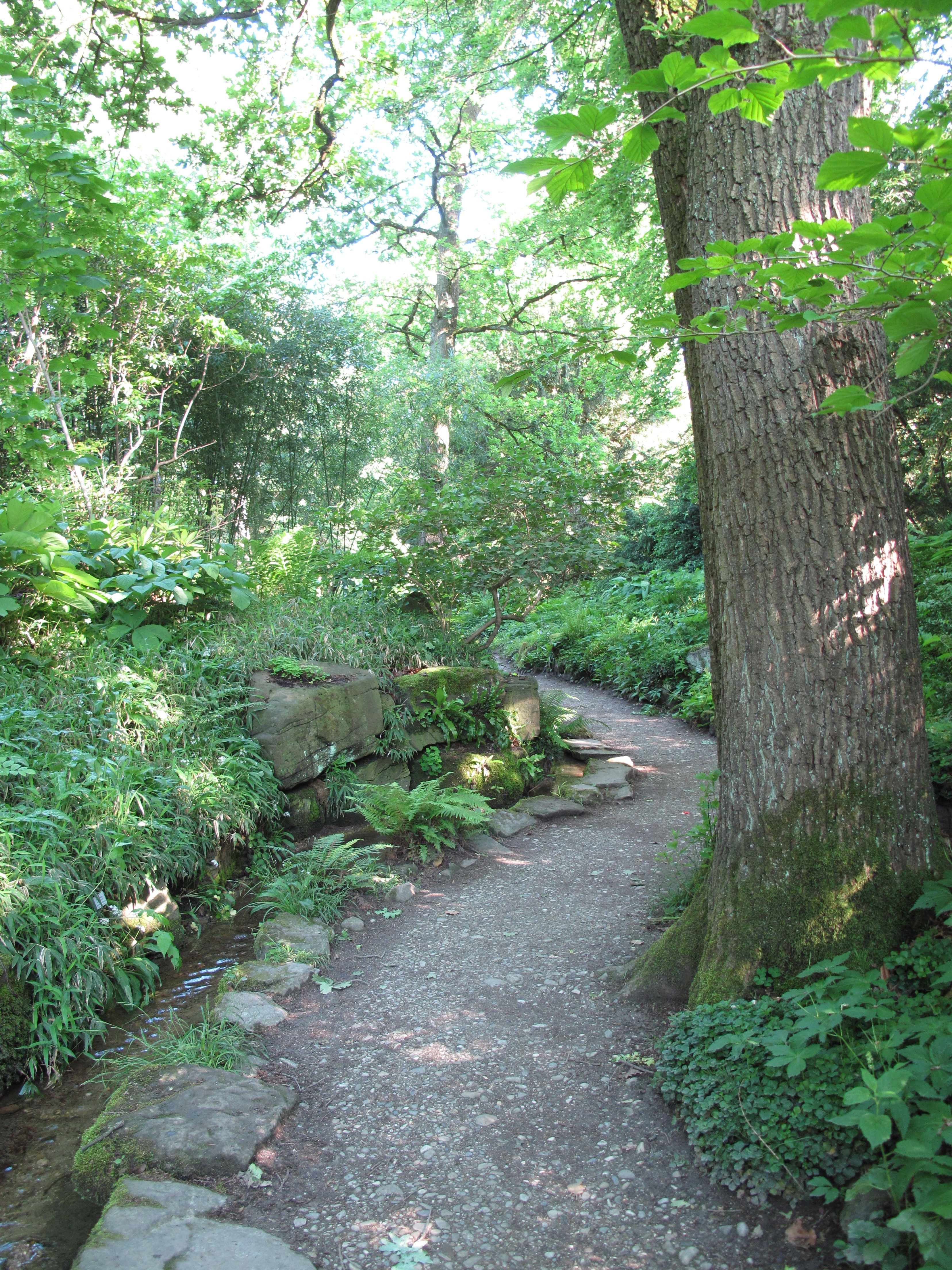
Farnschlucht mit Bach
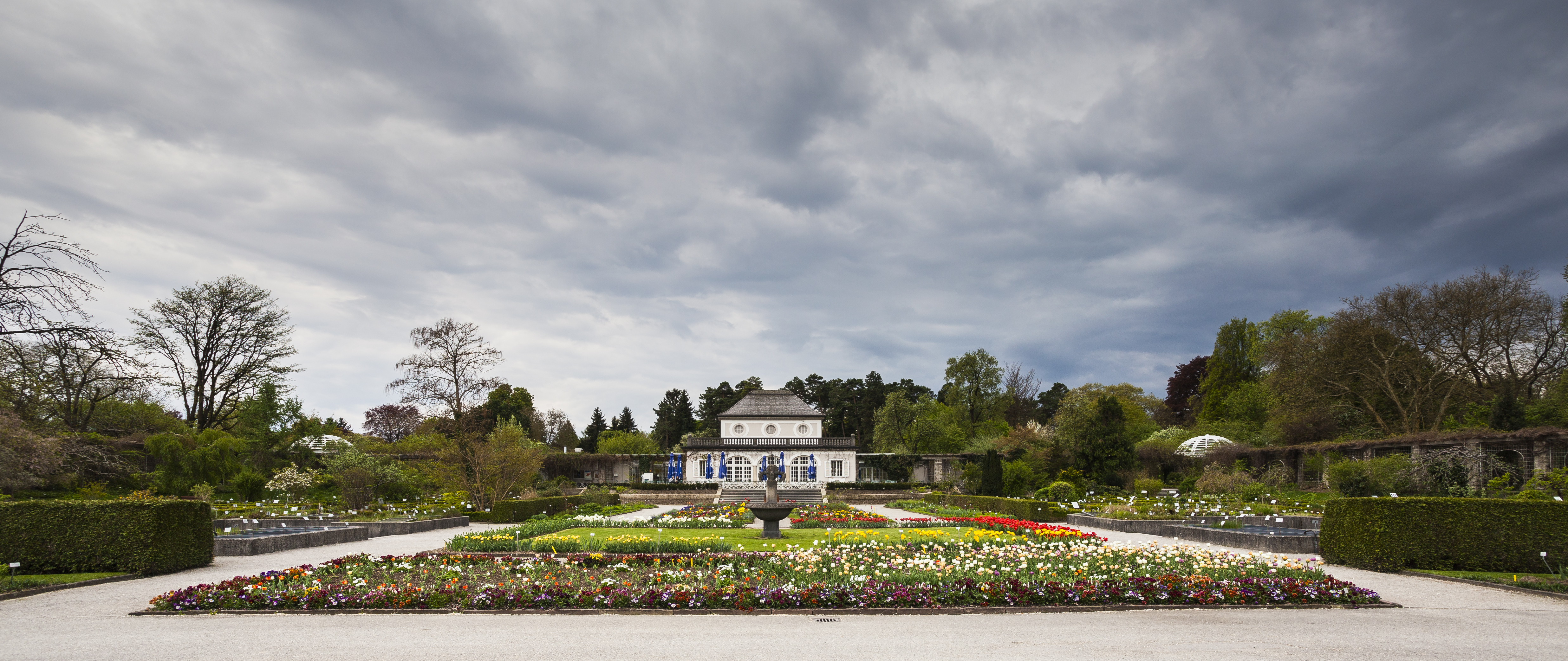
Café im Botanischen Garten in München-Nymphenburg – Herbststimmung
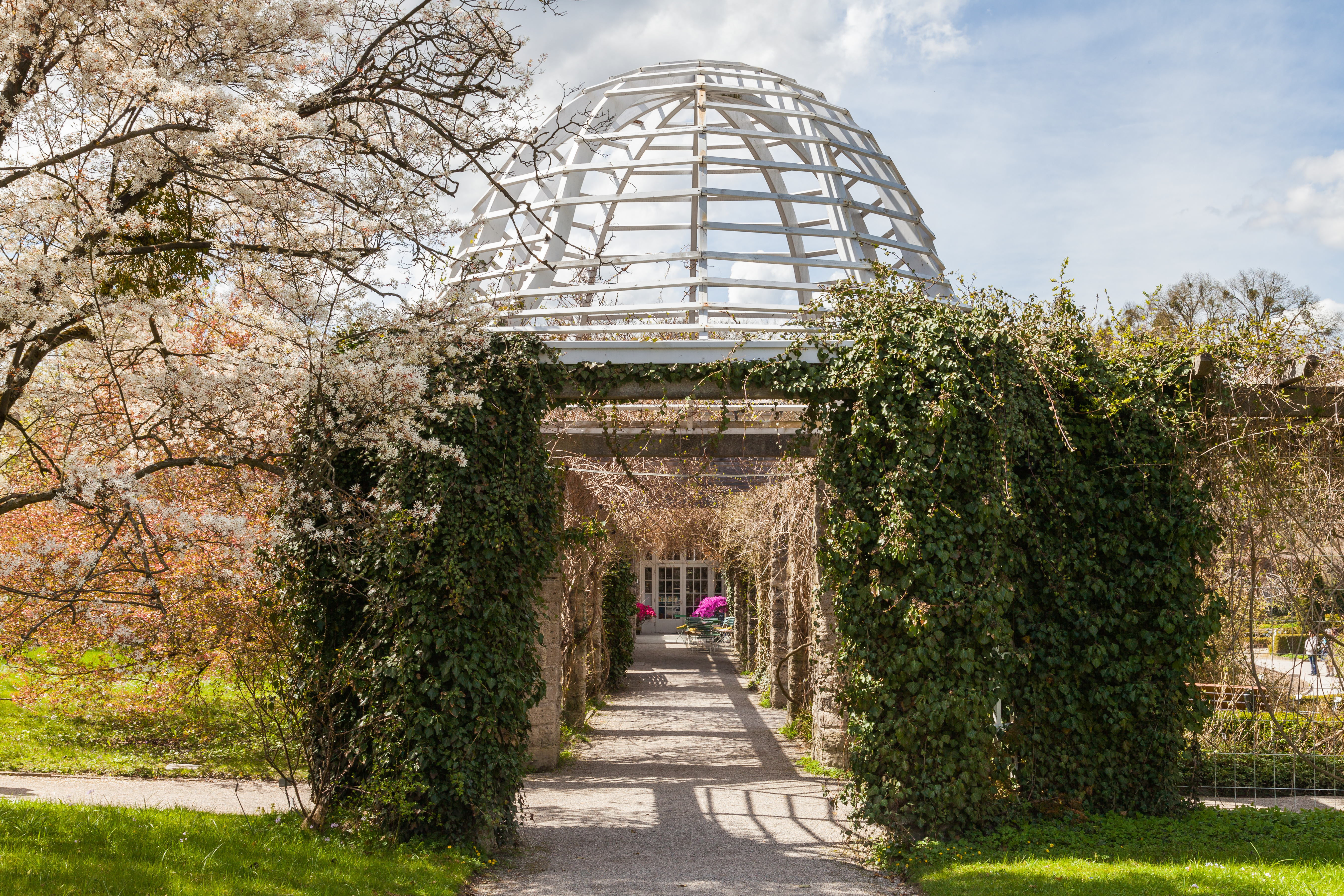
Frühlingsgarten
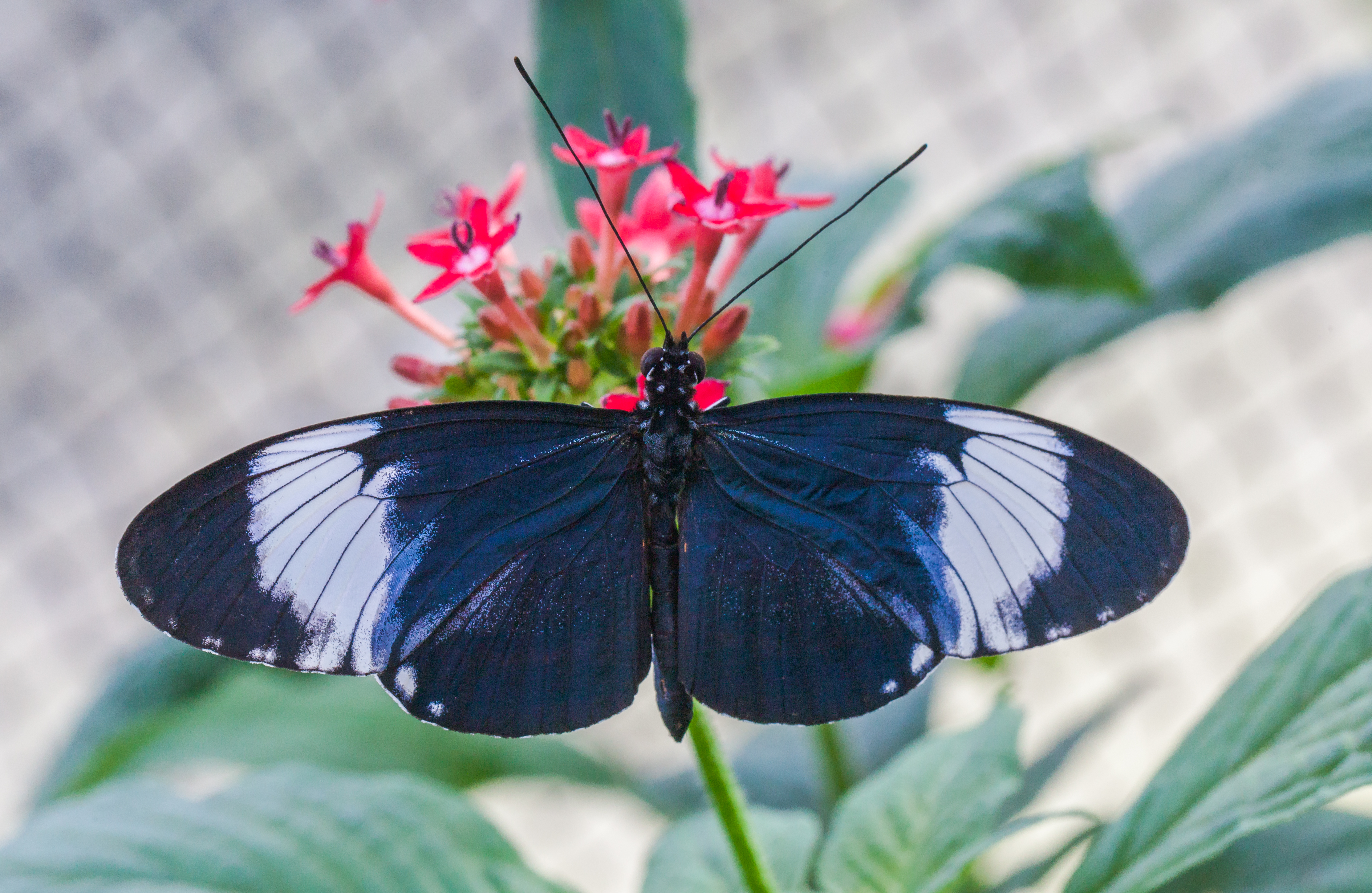
Heliconius cydno im Schmetterlinghaus

## Förderverein
Zur Unterstützung des Botanischen Gartens hat sich 1956 der Verein der Gesellschaft der Freunde des Botanischen Gartens München e. V. zusammengefunden.